# 出棋制勝
《出棋致勝》（英語：Pawn Sacrifice）是一部於2014年上映的美國傳記片，由愛德華·茲維克執導，史蒂芬·奈特撰寫劇本，陶比·麥奎爾、李佛·薛伯、莉莉·拉貝、彼得·賽斯嘉與麥可·斯圖巴主演。電影於2014年9月11日多倫多國際電影節首映，2015年9月16日美國上映。

## 劇情
故事背景設定於冷戰時期，敘述美國西洋棋冠軍鮑比·費雪（陶比·麥奎爾 飾）將挑戰蘇聯帝國，而展現出他天才和瘋狂……

## 演員
| 演員        | 角色                             |
| 陶比·麥奎爾 | 鮑比·費雪（Bobby Fischer）       |
| 李佛·薛伯   | 鮑里斯·斯派斯基（Boris Spassky） |
| 莉莉·拉貝   | 瓊·費雪（Joan Fischer）          |
| 彼得·賽斯嘉 | 威廉·隆巴帝（William Lombardy）  |
| 麥可·斯圖巴 | 保羅·馬歇爾（Paul Marshall）     |

## 製作
電影於2013年10月初在冰島的雷克雅維克開始前期製作。10月中，在加拿大的蒙特婁開始了41天的拍攝，最後於同年12月11日在洛杉磯結束。

## 發行
2014年9月11日，《出棋致勝》首映於多倫多國際電影節。2014年9月10日，Bleecker Street收購了其在美國的發行權，同時也是該公司首次收購其他電影。本片原定在美國於2015年9月18日上映，但後來推前至9月16日。

### 評價
《出棋致勝》獲得了普遍好評，影評人稱讚陶比·麥奎爾德演出和西洋棋天才鮑比·費雪的塑造。爛番茄基於77條專業影評持有73%的新鮮度，Metacritic得分65，正評居多。

## 外部連結
- 官方网站
- 互联网电影数据库（IMDb）上《出棋制勝》的资料（英文）
- Box Office Mojo上《出棋制勝》的資料（英文）
- 爛番茄上《出棋制勝》的資料（英文）
- Metacritic上《出棋制勝》的資料（英文）
- 豆瓣电影上《出棋制勝》的資料 （简体中文）